# 黃金穗
黃金穗（1915年11月11日—1967年4月2日），新竹人。外文拼音 Chin-sui Hwang。畢業自京都帝國大學，師承京都學派田邊元，攻讀哲學與數學。其〈日常性について——現象學的試論〉（關於日常性─現象學的試論）為京都《哲學研究》第一篇臺籍學者發表的論文。專冶現象學、西田幾多郎及數理邏輯等，為臺灣哲學界京都學派的第一人。

## 生平
1915年（大正４年）11月11日出生於新竹市，過繼給臺北萬華寶斗里的黃家，直到十八歲才正式改姓。1934年以優秀成績由新竹州新竹中學校，保送臺北高等學校高等科文科甲類（外語主修英文），高三時轉文科乙類（外語主修德文），1936年（昭和11年）畢業即考取日本京都帝國大學哲學系，師承京都學派哲學家田邊元，主修哲學、副修數學。1939年6月發表〈日常性について——現象學的試論〉（關於日常性─現象學的試論），為京都《哲學研究》第一篇臺籍學者發表的論文，也是臺人研究西田幾多郎思想的先行。1939年畢業後，任聘於東京岩波書店四年，負責岩波文庫及《思想》雜誌等編輯。
太平洋戰爭期間，因父喪回臺，曾在榨油廠、臺灣帝國大學圖書館短暫任事，也曾新竹中學與新竹女中任教，曾教過傅偉勳先生數學。戰後因不諳中文，曾在其胞弟黃澤祖開設的補習班聽課修習中文，也與風城文人共學中文，後則一齊於1945年11月20日創辦《新新》雜誌做為中日文化交流的媒介，而黃金穗因其編輯經驗擔任總編輯，直至1947年1月5日臺灣政經環境惡化而嘎然而止。1946年10月則受臺北延平學院朱昭陽院長聘任兼課，教授「論理學」等，但因二二八事變遭陳儀政府下令「封閉」，1948年2月受開南商工陳有諒校長任教務主任，規劃課程，同年雖延平學院復校曾邀黃金穗回任，但在白色恐怖下延平師生遭逢囹圄之災，黃金穗不得不避走琉球。1958年受時任臺灣大學哲學系主任洪耀勳邀兼課，1964年為專任副教授，開授「理則學」、「數理解析」、「數學邏輯」等課，並專研數理哲學、邏輯系統建構理論等，曾於1959出版笛卡兒《方法導論》中譯、並曾於1964至66年間發表一系列以英文撰寫的邏輯系統建構理論研究〈前設邏輯運作論〉〉（Protological Operations）、〈形式構造論〉（Formal Structure）、〈邏輯多樣體試論〉〉（Theses on “Logical Manifold”）等論文。1966年3月受國家長期科學發展委員會核定補助赴德短研，將與德國數理邏輯學家、Erlangen 學派掌門學人保罗·洛伦岑共事研究，甚能赴任德哥廷根大學教職，然在深造前夕因病未能成行，於1967年4月2日長逝於臺灣大學附屬醫院。黃金穗作育英才，常以「讀哲學的目的之一，在於還我天真」為人生真諦，與學生相處如友，大智若愚，頗為學生愛戴。

## 理論與主張
早年師承田邊元，研究京都學派西田幾多郎中晚期思想，並發展其獨到之處。晚期則專研邏輯系統建構理論研究，以 Erlangen 學派掌門學人保罗·洛伦岑等：

### 夜中的日常性
師承田邊元，黃金穗直接吸收了京都學派的思想體系，其論文〈日常性について——現象學的試論〉（關於日常性─現象學的試論）則是就西田幾多郎思想為基礎，提出「夜中世界才是日常自我的基體」：以睡眠為例，睡眠為真夜中完全且絕對的主體，是以保存生命力為明天日常性的基體，以保存精神力為隔天的主體。黃金穗借用西田幾多郎中晚期「絕對矛盾的自我同一」思想來建構出睡眠為日常性的同心圓。

### 邏輯系統建構理論研究
六零年代黃金穗曾發表一系列邏輯系統建構理論研究〈前設邏輯運作論〉〉（Protological Operations）、〈形式構造論〉（Formal Structure）、〈邏輯多樣體試論〉〉（Theses on “Logical Manifold”）等論文，研究保罗·洛伦岑的前設邏輯等數理邏輯理論，然受到其時代與語言限制，哲學闡述上較有較粗略尚釋疑之處。

## 著作列表
本列表列出黃金穗先生的著作：
- 1939〈日常性について——現象學的試論〉，《哲學研究》，號279（卷24冊6），頁1-32（京都：京都哲學會，昭和14年6月1號）。
- 1959《方法導論》（笛卡兒 原著）。臺北：協志工業。
- 1964〈前設邏輯運作論〉（Protological Operations），《國立臺灣大學文史哲學報》，期13，頁443-462 [英文撰寫]。
- 1965〈形式構造論〉（Formal Structure），《國立臺灣大學文史哲學報》，期14，頁471-490 [英文撰寫]。
- 1966 〈邏輯多樣體試論〉（Theses on “Logical Manifold”），《國立臺灣大學文史哲學報》，期15，頁469-491 [英文撰寫]。

## 延伸閱讀
- 中央研究院「日治臺灣哲學與實存運動」研究計畫，《日治時期臺灣哲學文獻清單列表 （页面存档备份，存于）》。
- 臺灣大學哲學系，《臺灣哲學研究資料庫 （页面存档备份，存于）》。
- 臺灣文學期刊目錄資料庫，《新新 （页面存档备份，存于）》。
- 高君和、張峰賓，2016，〈追求純粹形式的沉思者─黃金穗的日常性現象學與臺灣本土文化運動〉，洪子偉（編），《存在交涉：日治時期的臺灣哲學》，頁281-320。臺北：聯經。
- 蔡行健，2019，〈論臺灣邏輯研究先驅黃金穗對邏輯的理解〉，洪子偉、鄧敦民（編），《啟蒙與反叛─臺灣哲學的百年浪潮》。臺北：國立臺灣大學出版中心。
- 趙天儀，2000，〈黃金穗老師印象記〉，《風雨樓再筆：臺灣文化的漣漪》，頁119-140。臺中：臺中文化局。
- 何秀煌，1971，〈追悼黃金穗老師〉，何秀煌、王劍芬，《異鄉偶書》，頁33-36，臺北：三民。
- 施妙旻，2006，〈新生臺灣建設研究會的成立〉，《臺灣史料研究》，號28，頁183-191。